# Alix Adams
Pour les articles homonymes, voir Adams.
 (février 2019).
Si vous disposez d'ouvrages ou d'articles de référence ou si vous connaissez des sites web de qualité traitant du thème abordé ici, merci de compléter l'article en donnant les références utiles à sa vérifiabilité et en les liant à la section « Notes et références ».
Alix Adams, née le 12 août 1962 à Meppel, est une actrice néerlandaise.

## Filmographie

### Cinéma et téléfilms
- 1998 : Hertenkamp (nl) : Eva Vorsselmans
- 2002 : TV7 : Cynthia Perla
- 2003-2008 : Dunya en Desie (nl) : Deux rôles (La mère de Felicity et La femme commutatrice)
- 2004 : Armando : La femme no 3
- 2004 : 06/05 (nl) : La femme à Dudok
- 2005 : Medea (nl) : La ministre
- 2006 : Nachtrit (nl) : Janine
- 2007 : De co-assistent (nl) : La mère de Jonas
- 2008 : Deadline (nl) : Petra
- 2008 : Taxi 656 : Lydie Akkerman
- 2009 : Floor Faber (nl) : Trudie
- 2011 : Van God Los (nl) : Anjet
- 2012 : My Life on Planet B : La mère de Neky
- 2014 : Johan: logisch is anders (nl) : Nel
- 2014 : Wonderbroeders (nl) : La dame au bar no 1
- 2014 : Flikken Maastricht : Barbara de Groot
- 2014 : Bluf (nl) : Olga
- 2015 : Noord Zuid (nl) : Emilija
- 2016 : Centraal Medisch Centrum (nl) : Mme Simons
- 2017 : Celblok H (nl) : Loes Hermans
- 2017 : Verloren dochter : La voisine